# Aérospatiale Alouette II

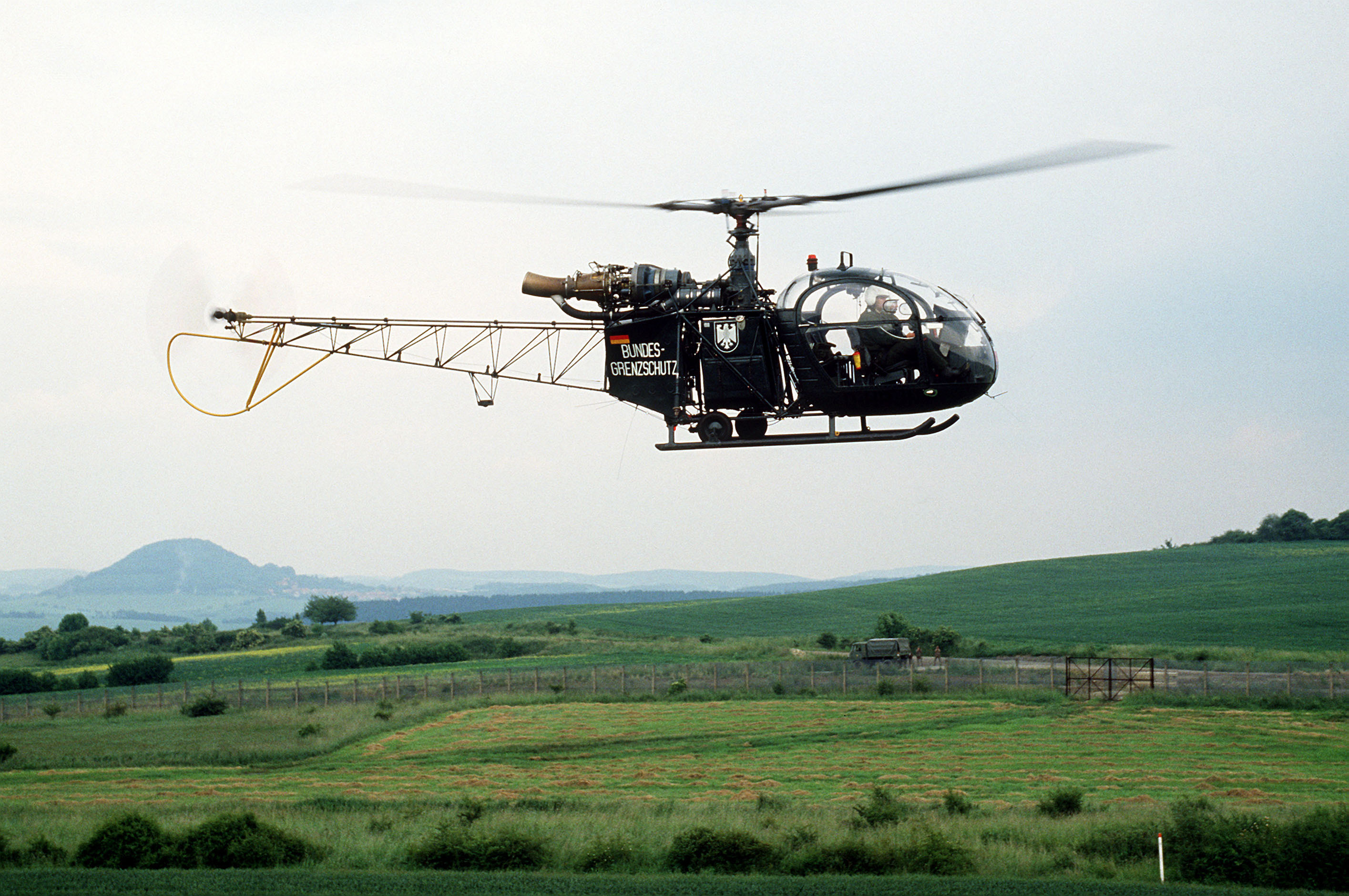
Alouette II alemany

L'Aérospatiale Alouette II és un helicòpter utilitari lleuger fabricat per Sud Aviation i posteriorment per Aérospatiale, ambdues empreses aeronàutiques franceses. L'Alouette II va ser el primer helicòpter de producció a utilitzar una turbina de gas (en la configuració anomenada turboeix) en comptes d'un motor de gasolina, molt més pesant. El primer vol es realitzà el 13 de març de 1955.

## Rècords
Es tractava d'un helicòpter de grans prestacions per al moment i aconseguí diversos rècords. El 6 de juny de 1955 un Alouette II pilotat per Jean Boulet va aconseguir el rècord d'altitud en helicòpter tot arribant als 8.209 m (26.926 peus). El 13 de juny de 1958 el mateix pilot superà aquest rècord arribant als 10.984 m.

## Cultura popular
En els simuladors de vol existeixen una o més variants de l'Aérospatiale Alouette II, com el simulador de vol de codi obert FlightGear, així com en el sector comercial.

## Especificacions (Alouette II)
Dades de Jane's All The World's Aircraft 1966–67
Característiques generals
- Tripulació: 1 pilot
- Capacitat: 4 passatgers
- Longitud: 9,66 m
- Diàmetre del rotor: 10,20 m
- Alçada: 2,75 m
- Superfície del disc 81,7 m²
- Pes buit: 895 kg
- Pes màxim d'enlairament: 1.600 kg
- Motors: Un×  turboeix Turboméca Artouste IIC6, 395 kW  limitats a 269 kW (460 cv)

 cada un
 Rendiment 
- Velocitat màxima: 185 km/h (100 nusos) a nivell del mar
- Velocitat de creuer: 170 km/h
- Abast: 565 km
- Autonomia: 4,1 hores
- Sostre de servei: 2.300 m
- Ràtio d'ascens: 4,2 m/s